# 佐久間重光
佐久間 重光（さくま しげみつ、1958年6月4日 - ）は、元競輪選手、元日本競輪選手会（以下、選手会）理事長（三重支部長兼務）、元日本自転車競技連盟会長。三重県桑名市出身。日本競輪学校（当時。以下、競輪学校）第41期生。選手登録番号9559。師匠は叔父の小林勝博（期前、登録番号3671）。
実弟である佐久間幸人（51期）も元競輪選手。

## 来歴
三重県立桑名西高等学校出身。在学中より叔父の影響から競輪選手を目指すようになり、競輪学校に第41期生として入学する。同期には井上茂徳、伊藤豊明らがおり、在校競走成績は39勝を挙げ13位で卒業した。
1978年5月11日、名古屋競輪場で初出走初勝利を挙げ、以後2日間も勝ち、デビュー場所で完全優勝を果たした。
1980年頃から20年以上にわたり特別競輪（現在のGI）の出場常連選手として活躍し、1985年の競輪祭・全日本競輪王戦（小倉競輪場）では、優勝した同期の井上、2位の中野浩一に次いで3位に入った。また、2002年の第一回西日本王座決定戦（高松競輪場）でも決勝に進出した（9着）。
その後、地元の選手会支部長に就任してからは事務に専念するようになり、選手会の役員を経て、2012年6月20日付をもって日本競輪選手会理事長に就任。
2017年1月に37期の永澤豊が、2020年1月に45期の三ツ井勉が、それぞれ引退したことで、それから暫くは現役競輪選手の中では最年長かつ競輪学校最年長期となったほか、現役で唯一の選手登録番号4桁の選手となっていた。但し、実際は上記の通り事務に専念してからは競走には参加しておらず、厳密には2009年6月17日の玉野FI最終日第4レースでの6着が現役最後のレースとなった。そのため51歳からの13年間は事実上の引退であった。
2022年6月をもって選手会理事長職を退任したことで、同年7月7日、選手登録消除。現役時代の通算戦績は、2468戦343勝、優勝26回。

## 主な弟子
- 中村光吉（60期）
- 杉野哲也（76期）
- 浅井康太（90期）
- 柴崎俊光（91期）
- 柴崎淳（91期）
- 伊藤裕貴（100期）